# Cordylostigma virgatum
Cordylostigma virgatum är en måreväxtart som först beskrevs av Carl Ludwig von Willdenow, och fick sitt nu gällande namn av Groeninckx och Steven Dessein. Cordylostigma virgatum ingår i släktet Cordylostigma och familjen måreväxter. Inga underarter finns listade i Catalogue of Life.